# タマル (サムエル記)

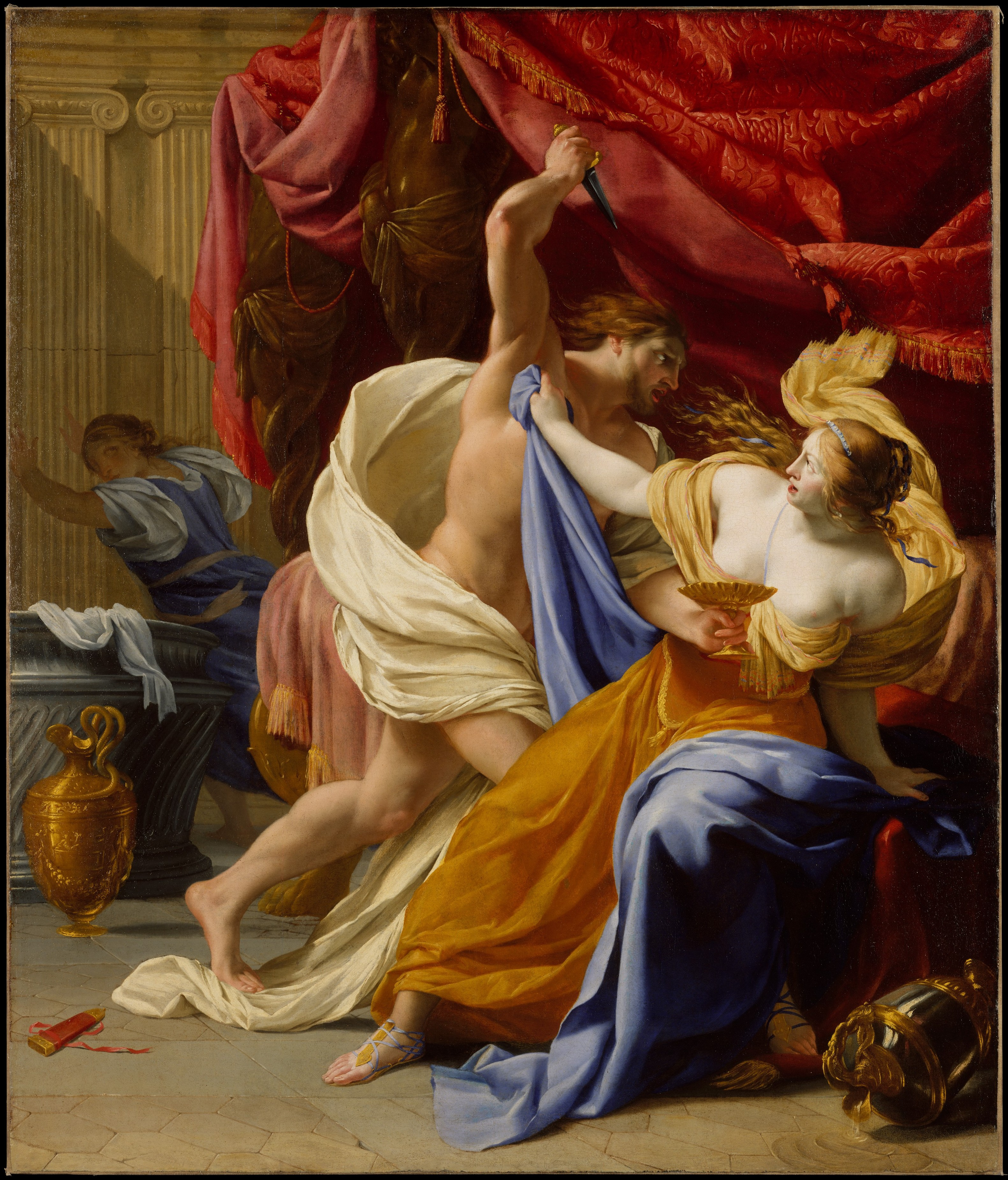
凌辱されるタマル（17世紀、ル・シュウール画）

タマルは、旧約聖書の『サムエル記』に登場する人物で、イスラエルの王ダビデの王女、アブサロムの同母妹。

## 人物
異母兄のアムノンに愛され、アムノンはタマルに恋い焦がれるあまり、病を装いタマルを自分の宮殿に呼び寄せる。そこでタマルに肉体関係を迫るが、タマルは拒絶し、ダビデ王を通じて許可を得るよう説得するが、アムノンはタマルを凌辱する。凌辱した後、アムノンは逆にタマルを激しく憎み、自分の宮殿から追い出す。（『サムエル記下』13章）
タマルはアブサロムの元に身を寄せた。2年後、アブサロムはアムノンを殺害して復讐する。（『サムエル記下』13章）